# Protésico dental

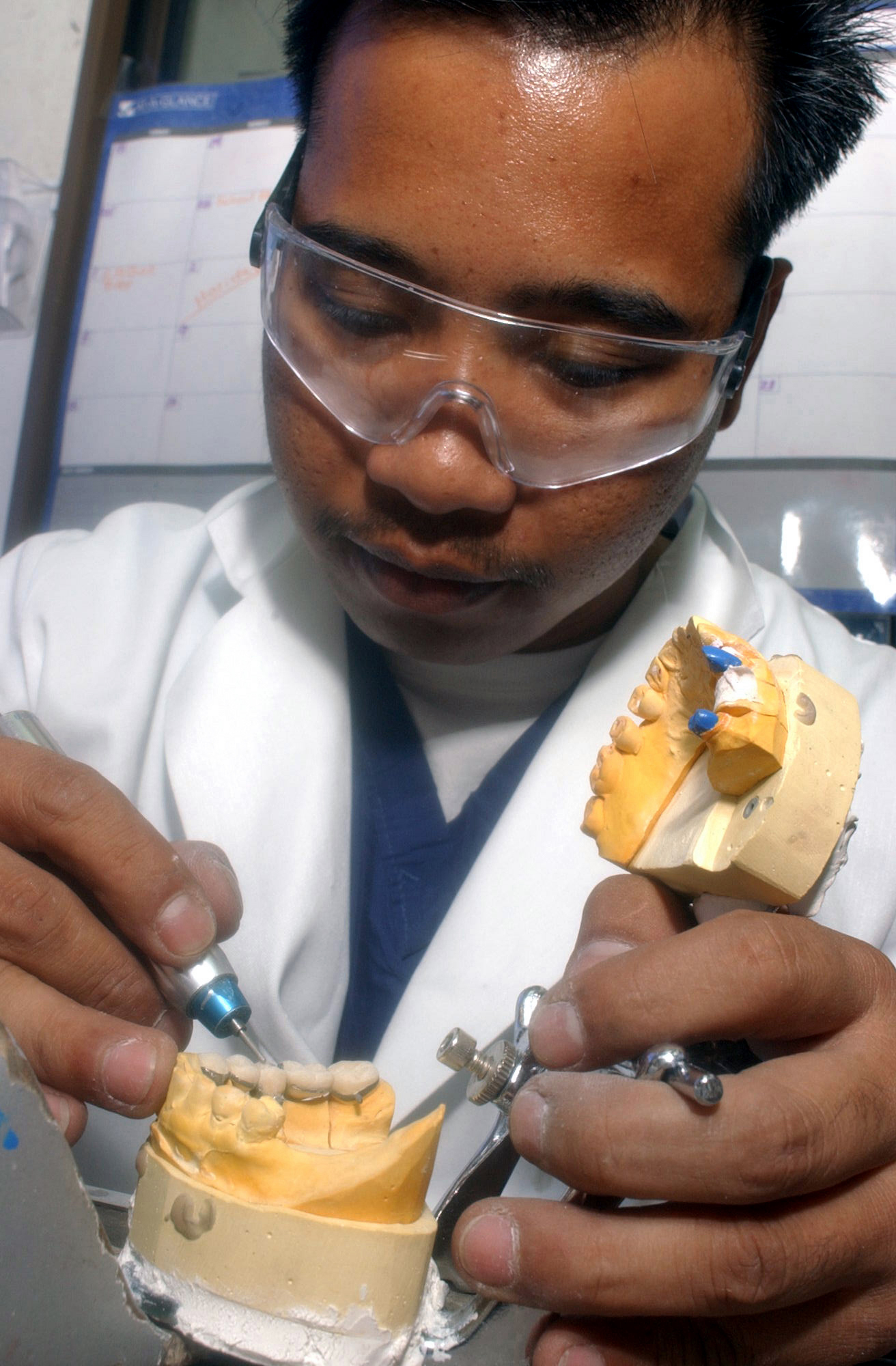
Protésico dental trabajando sobre un puente cerámico

El protésico dental' (en España), protesista dental', mecánico dental (en Argentina), o técnico dental (de manera general en distintos países), es el profesional técnico encargado de diseñar, elaborar, fabricar y adaptar las distintas prótesis dentales existentes, así como los aparatos de ortodoncia removible, las férulas dentales, las cubetas de impresión individuales y otros. Del mismo modo que elabora, también se encargará de reparar lo anteriormente citado en caso de rotura o desgaste por el paso del tiempo.
El profesional no sólo es técnico especialista en prótesis dental, sino que además es un artesano e incluso un artista, puesto que la profesión es fundamentalmente artesanal. Cada caso requiere una prótesis o dispositivo determinado, y cada dispositivo que fabrica el protésico dental es una obra artesanal única y personalizada que ha de cumplir todos los requisitos necesarios, tanto funcionales como estéticos. Por ello, para desempeñar la profesión, además de adquirir los conocimientos necesarios, tanto técnicos, anatomía y tecnología dental(conocimiento de las propiedades químicas y físicas de los materiales que usa, conocimiento de técnicas de trabajo y uso de maquinaria e instrumental, conocimiento de anatomía oral e incluso facial, etc.), el protésico dental precisa ser habilidoso con sus manos, y necesita perfeccionarse como profesional mientras desempeña su creativa labor con el paso del tiempo, para adquirir una requerida experiencia.

## Especialización

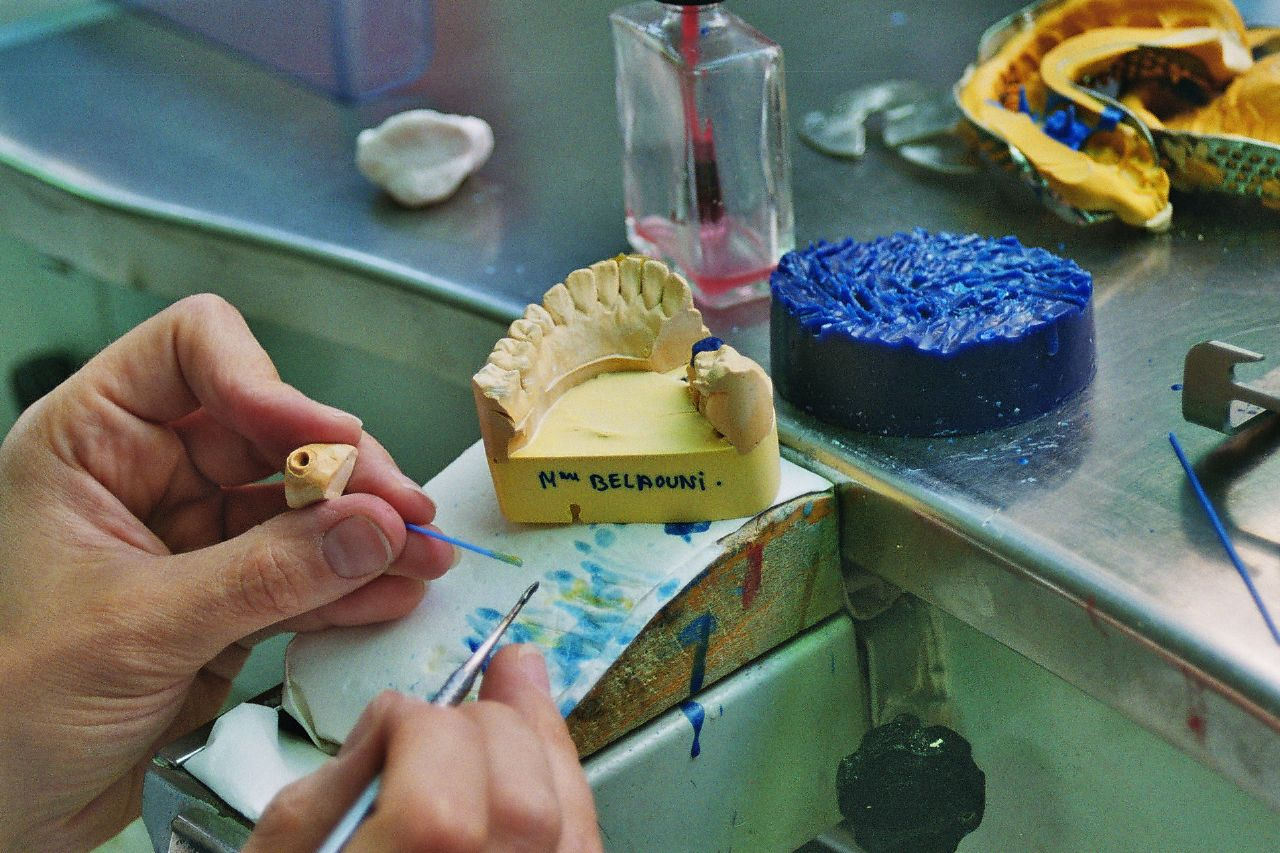
Protésico dental trabajando con cera

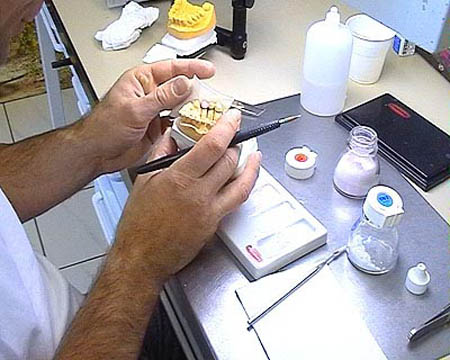
Ceramista montando la cerámica de un puente fijo.

La formación del protésico es una combinación de su estudio académico y la experiencia que adquiere en el ejercicio de su profesión. Es por tanto que, sea del país que sea el protésico, tras adquirir el título (siempre y cuando exista titulación en el país de procedencia), ha finalizado sus estudios pero no su formación, puesto que una artesanía únicamente puede aprenderse tras años de experiencia.
Según el puesto que ocupe el protésico dental, este puede recibir diversos nombres ("ceramista", "resinero", "ortodoncista", etc.). De hecho, debido a la complejidad que ostenta el trabajo a realizar por el protésico dental, por lo general el profesional se especializa en un determinado campo de las prótesis dentales, pues la gama de dispositivos a diseñar y crear es muy amplia y sería imposible poder fabricar todos ellos con la misma pericia, ya que, además, dominar completamente cualquier técnica puede llegar a requerir incluso años de experiencia. 
Por lo general, el primer paso en la profesión es dominar "la escayola"; es decir, ocupar el puesto del laboratorio donde se realiza el positivado de las impresiones dentales, recortado de modelos, montaje en articulador, etc., pero el profesional puede llegar a adquirir la capacidad de realizar diversas y dispares funciones en el laboratorio, pudiendo incluso realizar la mayoría de las fases en la elaboración de los distintos dispositivos, ya sean removibles de metal, completas y parciales de resina, dispositivos de ortodoncia, etc. No obstante, como ya se ha citado anteriormente, el protésico dental precisa de especialización; de hecho, asimismo, existen multitud de laboratorios dentales específicos para un único y determinado tipo de prótesis. 
Los distintos especialistas protésicos pueden explicarse de la siguiente manera:

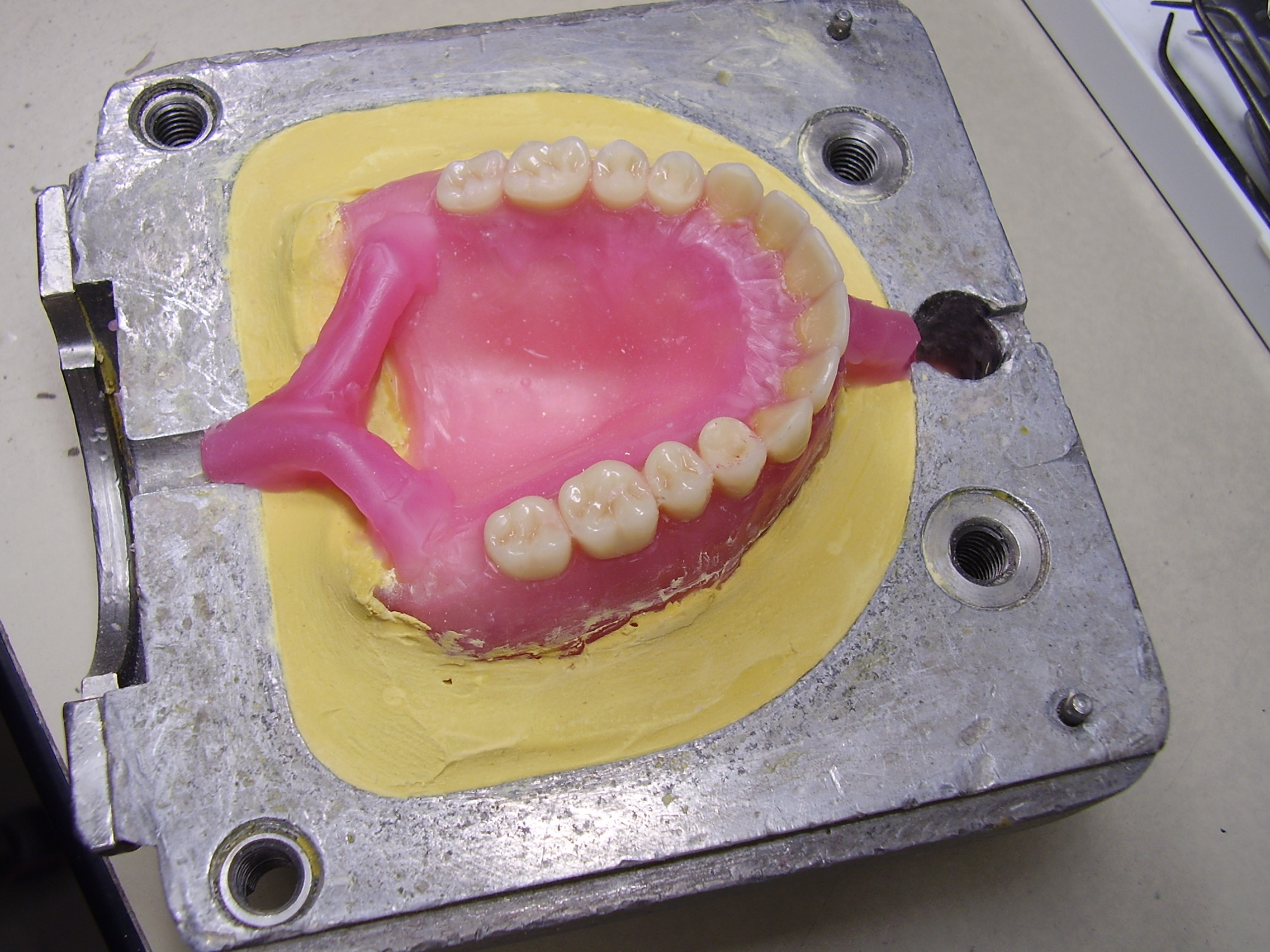
Una de las fases del proceso de elaboración de una prótesis completa de resina

"Resinero"El protésico dental que se dedica al montaje de dientes, ya sea en prótesis removible de resina o en los esqueléticos, modelando cuellos, cargando la resina, etc. Puede o suele ser llamado "resinero" o "encerador" dentro de su profesión.
"Metalúrgico"El protésico que se encarga de colar los cilindros, es decir, fundir el metal y obtener las estructuras metálicas de las prótesis fijas, así como las de los esqueléticos, siendo este también quien se encarga de procesar y repasar dicho metal. Este profesional puede además ser el encargado de diseñar los patrones de cera de los esqueléticos, así como las cofias de las coronas y puentes fijos, pero, entre otras cosas, esto depende del profesional y del laboratorio en sí.
Protésico ortodoncistaMuy común es también hacer diferenciación con el protésico que trabaja la ortodoncia removible, pues es normal encontrar profesionales especializados en este campo. La aparatología removible cuenta con multitud de dispositivos diferentes y todos ellos con nomenclaturas y características específicas. El protésico ortodoncista deberá ser ágil con el manejo de los diferentes alicates y la manipulación de los alambres con los mismos, pues deberá darles diferentes formas con gran precisión.
CeramistaEl protésico dental ceramista es el profesional que se ha especializado en la fase final dentro de la elaboración de prótesis fijas, que consiste en el montaje de cerámica sobre las diferentes estructuras de estas prótesis, ya sean puentes, coronas, prótesis sobre implantes o prótesis con atache. Esta técnica presenta complejidad y precisa de dotes artísticas; tanto es así, que el profesional puede lograr diferentes niveles de perfección desarrollando en mayor o menor medida su creatividad para dar la mayor naturalidad posible a los dientes que modela y crea, por lo que los ceramistas suelen ser profesionales valorados.

## Productos que elabora el protésico
El protésico dental elabora principalmente prótesis dentales, o, lo que es lo mismo, fabrica elementos artificiales básicamente destinados a sustituir los dientes naturales faltantes del paciente. 
Realiza por tanto las prótesis completas de resina (comúnmente llamadas dentaduras postizas), las prótesis parciales (ya sean de metal o de resina), los puentes y coronas de cualquier tipo (prótesis fija, también implantosoportada) y los dispositivos protésicos mixtos. Además, el protésico dental también elabora toda la aparatología ortodóntica removible (ortodoncia removible), las férulas dentales, las cubetas de impresión individuales, los provisionales de resina, las planchas de mordida, así como los modelos de estudio. También es el protésico el encargado de realizar las composturas y rebases, siendo lo primero la reparación de las prótesis en caso de roturas, y lo segundo el reajuste de las prótesis cuando estas se quedan grandes o bailan en la boca con el paso del tiempo por la reabsorción del hueso alveolar.Todo ello, sobre los modelos de escayola o modelos maestros, siendo un delito que actuen sobre la boca del paciente.
En todos los países que regulan legalmente la profesión de protésico dental, el protésico es el único profesional capacitado y autorizado por ley para realizar lo anteriormente citado.
Por ley, el protésico dental nunca puede, ni aunque existiera por medio una prescripción facultativa, tomar medidas, el cliente del protésico es legalmente el odontólogo, y es contemplado como delito de intrusismo por el Código Penal, que un protésico toque la boca del paciente

## Objetivo del protésico
Se resume en funcionalidad, salud y estética.
El único objetivo del protésico no es solo fabricar una prótesis, sino que busca devolver a la boca del paciente la funcionalidad perdida, desde la masticación y deglución hasta el habla y la correcta fonética. El protésico devolverá con su labor al paciente la salud bucal, mecánica, higiénica y confortable, así como la estética en boca y cara.
Este objetivo es una búsqueda en conjunto ocurrida entre laboratorio y clínica, una labor en parte coordinada y lograda entre el dentista y el protésico, aunque el único encargado en su fabricación es el protésico, siendo por tanto un artículo artesanal, personalizado y único diseñado en el laboratorio dental.

## Lugar de trabajo
El protésico realiza su trabajo en un laboratorio de prótesis dental, que contará con el equipo y las máquinas necesarias, y que deberá cumplir las exigencias solicitadas desde las administraciones sanitarias. Este profesional podrá montar su propio laboratorio autónomo acorde a la legislación vigente de su país, o bien trabajar como empleado en uno ajeno. Los laboratorios dentales cuentan con unas importantes instalaciones sobre la base de sus necesidades, así como con la diversa maquinaria a emplear (hornos, chorreadoras, recortadora, fotopolimerizador, centrífuga, etc...).
Además, el protésico también puede ser propietario o bien empleado de un depósito dental.

### Relación laboratorio-clínica
Laboratorio y clínica son lugares de trabajo diferentes. En las clínicas dentales se realiza el diagnóstico y tratamiento odontológico pertinente a los pacientes, y en los laboratorios dentales se preparan, diseñan, elaboran, fabrican y reparan las prótesis mediante prescripción facultativa.
De hecho, el protésico dental es, en cualquier país con regulación propia de la profesión, un profesional libre e independiente del odontólogo, dueño de su propia empresa o trabajador en otra ajena. Los laboratorios dentales son por tanto instalaciones independientes de las clínicas que se encuentran ubicadas en direcciones diferentes.

## Instrumental
El protésico maneja una amplia gama de instrumental dirigido a cada una de las tareas a realizar dentro de su amplio campo de trabajo.
- Articulador: El articulador es un instrumento manual que se usa en el laboratorio protésico para reproducir la articulación temporomandibular del paciente. Existen muy diversos tipos, clasificados según su ajuste, precisión y modelos.[9][10]

- Paralelizador o paralelómetro: Es un instrumento manual usado por el protésico para determinar el eje de inserción de las prótesis a realizar, teniendo en cuenta las superficies retentivas y facilitando el soporte, la retención, la estabilidad y la estética de la prótesis dental a crear.[11]

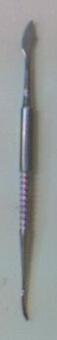
Lecrón

- Lecrón, también llamado Le Cron, o simplemente lecron: Es un instrumento fino, de pequeño tamaño, manejable y de metal en su totalidad utilizado para modelar. Consta de una pequeña cuchillita curva que apenas corta en una punta y un botón o bien una cola de castor en la otra punta que se calientan sobre el fuego y son utilizadas para encerar.

- Zhale: Instrumento similar al lecron pero con la cuchilla recta en lugar de curva.

- Cuchillo de encerar: Es un instrumento de mayor tamaño que el lecron, con metal en sus dos extremos y un mango central de madera. En un extremo existe un cuchillo que puede ser liso o estar preparado para contener cera líquida, y en el otro existe una lengua curvada en la punta hacia arriba y que también puede ser lisa o bien acucharada. Como su nombre indica se usa para encerar, calentándose ambos extremos sobre la llama del fuego para posteriormente llevar a la cera.

- Alicates: Todo tipo de alicates especializados (de Angle, Adams, de media caña, de corte, etc.), que son instrumentos para manejar, manipular y cortar alambre metálico.

- Peter K. Thomas: Es un instrumento completamente metálico preparado en el centro para su sujeción y en los extremos con una fina punta larga, curvada hacia el final, y de diferentes grosores. Se usa para encerar gota a gota.

- Pinceles: Los pinceles son instrumentos que presentan un mango generalmente de madera, con pelos haciendo de punta en un extremo sujetos al mango por una abrazadera metálica. Se usan para la cerámica, modelándola y construyendo o creando así los dientes.

- Espátulas de cerámica: Son instrumentos en diversos modelos y formas que se usan durante el modelado de la cerámica.

- Espátula para escayola: Es un instrumento con mango grande de madera y extremo metálico al menos del mismo tamaño que el mango, preparado para batir y mezclar escayolas con agua o bien "revestimientos refractarios" con sus líquidos correspondientes.

- Tazón de goma: Como su nombre indica es un tazón o recipiente de goma con la capacidad necesaria para posibilitar la mezcla de la escayola con el agua.

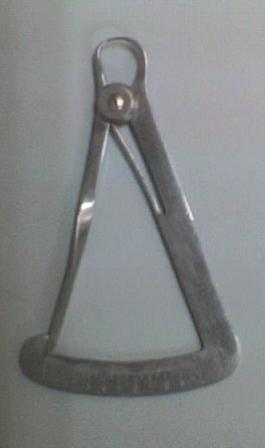
Calibre

- Pinza de mosquito: Es un instrumento completamente metálico en forma de tijeras, pero mucho más fino, y que no sirve para cortar sino para sujetar por presión entre dos superficies. Consta de un sistema pinza de pestaña enganchable en la parte interior e inferior de las asideras donde se introducen los dedos. El protésico lo usará para sujetar las cofias metálicas de puentes y coronas, evitando así tocarlas con los dedos de tal modo que pueden ser manipuladas cómodamente tanto para procesarlas como para llevarlas al horno una vez montada la cerámica. Existen curvas o rectas, y con dientes o sin dientes.

- Calibre o medidor de grosores: Es un instrumento que como su nombre indica sirve para medir el grosor de los metales, básicamente en cofias metálicas (de coronas y puentes), dado que se precisan unos grosores determinados del metal que deberán lograrse durante el repasado del mismo y antes de comenzar con todo el proceso que precede al montaje de la cerámica.

- Bisturí: El bisturí es un instrumento en forma de cuchillo pequeño, de hoja fina, puntiaguda, de uno o dos cortes, que se usa en el laboratorio para cortar diferentes tipos de materiales.

- Otros: tijeras, pinzas, martillo, tenazas, etc.

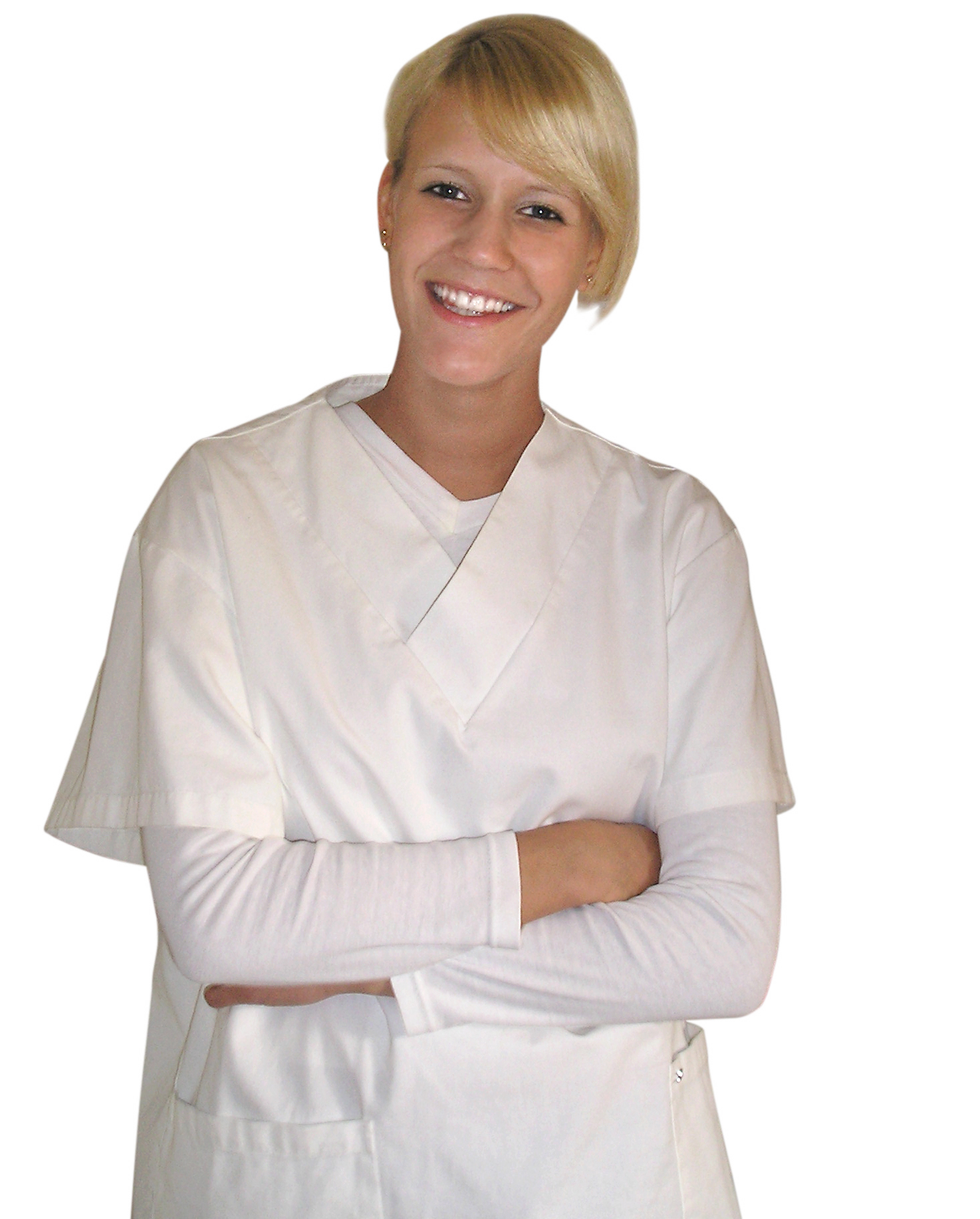
Ejemplo de bata blanca

## Uniforme
El protésico dental no tiene un uniforme específico, no obstante, por lo general se usan batas blancas, ya sean de verano o invierno. Aunque también suelen usarse filipinas verdes de sanitario. El objetivo es protegerse de cualquier daño que puedan hacer las sustancias químicas (los diferentes monómeros, glutaraldehido al 2 %, etc.) a la ropa de calle, así como evitar todo tipo de manchas (de cera caliente, escayola, separador, etc.) o estropicios que puedan causarse (enganchones, quemaduras, etc.).
En cuanto al calzado, pueden usarse unos suecos anatómicos, o bien cualquier otro tipo de calzado cómodo que proteja el pie.
Otros complementos son las mascarillas y gafas protectoras.

## Formación y título

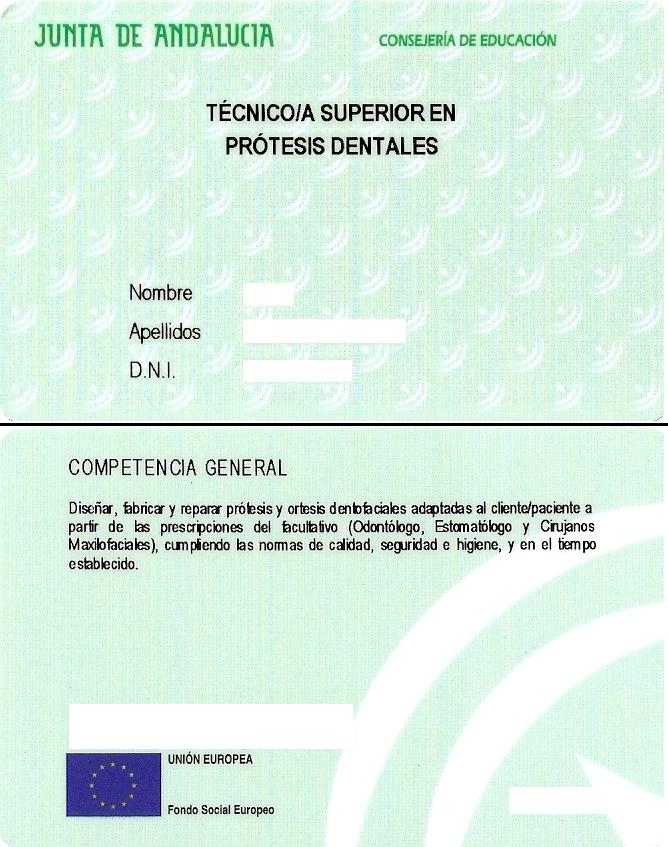
Anverso y reverso de tarjeta identificativa de protésico dental por la Junta de Andalucía

El hecho es que un protésico dental precisa de una amplia formación, y la realidad es que cada país a lo largo del mundo lo regula de una determinada forma. Por ejemplo en los Estados Unidos, los protésicos dentales son universitarios, de hecho, para convertirse en protésico dental, se requiere primero el título de odontología, y posteriormente tres años adicionales de formación especializada. 
Aunque en algunos países, el protésico dental ni tan siquiera llega a cursar estudios. 
Donde sí se hace, los contenidos formativos suelen ser similares, anatomía bucodental, patología bucodental, etc., formación específica de las distintas prótesis, materiales, elaboración, diseño, etc. Atendiendo a esto, la formación del protésico será tanto teórica como práctica. Dentro del contenido formativo se presentan unos conocimientos básicos para la anatomía y fisiología bucodental (donde entran los diferentes huesos y músculos del cráneo, las diferentes caras de un diente, distribución de las distintas piezas dentarias en su ubicación correcta, la morfología externa de los diferentes tipos de dientes, reconocimiento en modelos y en placas radiográficas las distintas patologías y malformaciones de la cavidad bucodental determinando posibles maloclusiones y alteraciones morfológicas y agenesias), anatomía del cráneo y de la cara, osteología y artrología del cráneo y de la cara, articulación temporomandibular, vascularización e inervación bucodental, músculos de la masticación, músculos de la cara y de los labios, morfología dental y morfología eruptiva, nomenclatura dental, oclusión dental, morfología de los tejidos de soporte, etc.
También se formará en las técnicas de organización y de gestión de un laboratorio de prótesis dental.
Y por supuesto, se formará teórica y profundamente en el diseño de prótesis y aparatos de ortodoncia, en todo en cuanto respecta a las prótesis removibles de resina, prótesis parcial removible metálica, prótesis fija, ortodoncia, prótesis mixtas, quirúrgicas e implantosoportadas. En todas las fases de trabajo, así como en los materiales y las propiedades de los mismos, instrumental, maquinaria, etc. La formación teórica será completada con la formación práctica correspondiente.
Para seguir con su formación y como en tantas otras profesiones, el protésico puede realizar cursos adicionales específicos, así como también existe un amplio catálogo de másteres a lo largo de todo el mundo. Esta formación postgrado puede ser de muy distintos niveles, siendo por lo general más caro cuanto más prestigio otorgue, dado que en ocasiones esta formación puede significar a veces un salto de calidad para el profesional, como suele ocurrir por ejemplo con los másteres de cerámica.
- Formación y título en España

En España los estudios de Formación Profesional que cursa el protésico dental constituyen un Ciclo formativo de grado superior de la familia profesional Sanidad, más específicamente, del área profesional Salud bucodental, y otorga el título de Técnico Superior en Prótesis Dentales. El ciclo consta de una duración de 2000 horas repartidas en dos cursos con 11 módulos profesionales y un periodo denominado de Formación en Centros de Trabajo (F.C.T.) mediante el que se completa los estudios prácticos realizando actividades propias de la profesión en alguna empresa.
- Formación y título en Chile

En Chile, los estudios que cursa el laboratorista dental constituyen un ciclo superior de formación que se reparte en dos años y medio de duración, divididos a su vez en cinco semestres académicos. El título que otorga dichos estudios, y por tanto que ostenta el laboratorista dental chileno, es el de Técnico de Nivel Superior Laboratorista Dental.
- Formación y título en Argentina

En Argentina, los estudios que cursa el protésico dental constituyen una carrera de nivel terciario (pregrado) que reparte su enseñanza (con modalidad de cursada del tipo presencial) en 28 materias distribuidas en tres años (duración de los estudios), mediante los que se otorga el título oficial de Técnico Superior en Prótesis Dental.
- Formación y título en México

En México, los estudios que cursa este profesional sanitario otorgan el título de Técnico Superior, y se realizan en cuatro semestres. Para cursar estos estudios se precisa como requisito escolar previo el título de Bachillerato.
También existe una modalidad de bachillerato tecnológico, para la cual se requiere un certificado de secundaria. Esta carrera técnica de nivel medio se imparte en los CETIS, CBTIS y CONALEPs con una duración de seis semestres.
Las asignaturas impartidas en los años 2004 y 2005 fueron: anatomía dental, materiales dentales, computación, introducción al laboratorio dental, equipo e instrumentos, taller de desarrollo personal, taller de integración, oclusión, ética, prótesis removible, prótesis total y parcial acrílica, procedimiento de laboratorio, prótesis fija, aparatos ortopédicos, cerámica, y diseño y planificación de laboratorio.
- Formación y título en Venezuela

En Venezuela, los estudios que cursa este profesional sanitario otorgan el título de Técnico Superior Universitario en Mecánica Dental, presentan una duración de 3 años, y se imparte en la UNEFA.
- Formación y título en Colombia

En Colombia, la Universidad Santiago de Cali oferta esta carrera desde 1995, con una duración de tres años, y otorga el título de Tecnólogo en Mecánica Dental. Cuenta con la mayor infraestructura y tipos de equipos en Latinoamérica. En el segundo semestre de 2007 se renovó el pensum, así innovando frente a las demás academias en Latinoamérica, ya que se incluyen asignaturas de profundización y de tecnología, no solo teóricamente, sino principalmente práctica; sistemas libres de metal, ajustes, implantes, sistemas maquinados.
- Formación y título en Costa Rica

En Costa Rica, los estudios que cursa este profesional sanitario otorgan el título de Diplomado Universitario en Mecánica Dental, y se realiza en dos años aproximadamente, el plan de estudios es por cuatrimestre. Para cursar estos estudios debe tener como requisito escolar previo el título de Bachillerato.
Dentro del país existen dos universidades que brindan estos estudios, esta es una institución Nacional y otra que es privada. En el CUC se cuenta con la especialización de Porcelana y en la ULatina cuenta con dos especialidades de porcelana y Cromo-Cobalto.
Dentro del programa de estudios se debe de realizar prácticas de Laboratorio y una última de práctica supervisada.

## Historia y marco legal
Esta profesión o actividad artesanal destinada a la reposición dental, es una práctica ancestral, tanto es así que debieron existir homólogos a los protésicos actuales ya en los siglos VI y IV a. C., puesto que como evidencias arqueológicas existen varias prótesis dentales etruscas datadas de aquellos años. Pero también entre los romanos de la Antigua Roma existieron artesanos capaces de fabricar dientes artificiales o, lo que es lo mismo, rudimentarias prótesis dentales como la hallada durante excavaciones arqueológicas realizadas en la necrópolis romana de Viale della Serenísima, que data del siglo I o II a. C..
No obstante, aunque la profesión de laboratorista o protésico dental cuenta con una dilatada historia, su ejercicio profesional ha tardado mucho en ser regulado a lo largo del mundo, legislándose por lo general mucho más tarde que la mayoría de profesiones sanitarias. Cada país tiene su propio reglamento o marco legal al respecto, aunque básicamente son todos similares, de tal modo que se centran en definir la profesión haciendo mención al título académico requerido, el desempeño del profesional, limitaciones legales, derechos salvaguardados, etc.
Tal vez la norma más básica y común a la mayoría de los reglamentos existentes en los diferentes países, sea la que autoriza a los protésicos dentales únicamente a construir prótesis dentales en los modelos extraídos de las impresiones dentales proporcionadas por los odontólogos y estomatólogos titulados, sin llegar a intervenir directamente en la boca del paciente.
Algunos ejemplos legislativos al respecto, pueden ser los siguientes países:
- Marco legal en España

En España la profesión no se regula hasta 1986 con la promulgación de la Ley 10/1986, de 17 de marzo, sobre Odontólogos, Protésicos e Higienistas dentales y por el Real Decreto 1594/1994, en el que se desarrollan algunos aspectos relacionados con la citada ley.
El protésico dental es el único sanitario que puede fabricar prótesis dentales, y para ejercer su profesión tiene que estar debidamente colegiado, además, lógicamente, de estar en posesión del título. El protésico debe colegiarse en el colegio profesional de la comunidad autónoma donde ejerza la profesión.
En España la profesión de protésico dental está ampliamente regulada y específicamente legislada, contando además con una Ordenanza laboral para laboratorios de Prótesis Dental donde se indica su ámbito de aplicación, organización del trabajo, clasificación del personal, aprendizaje, jornadas, horario, seguridad e higiene, retribuciones, etc.
- Marco legal en Italia

En Italia, la profesión de protésico dental se regula en el año 1928, mediante la Ley n. 1264 del 23 de junio, según la cual surge un reglamento que asegura la supervisión y ejecución de dicha normativa. El marco legal italiano es equivalente al argentino, español o chileno, etc., de tal modo que regula la profesión de manera muy similar, exponiendo los mismos asuntos y las mismas resoluciones. Como en la inmensa mayoría de países, el protésico dental (explica la ley) realizará su labor sobre modelos de trabajo, y nunca actuará directamente sobre la boca del paciente.
- Tratado europeo

Además, los protésicos titulados en alguno de los países que han firmado el Tratado Constitutivo de las Comunidades Europeas, es decir, Alemania, Austria, Bélgica, Dinamarca, España, Finlandia, Francia, Grecia, Irlanda, Islandia, Italia, Liechtenstein, Luxemburgo, Noruega, Países Bajos, Portugal, Reino Unido y Suecia, pueden ejercer su profesión en cualquiera de estos países firmantes, dado que mediante el mismo tratado se reconocen una serie de títulos, certificados y diplomas, como es el caso del de protésico dental, reconocido mediante la Directiva 92/51/CEE para el sector sanitario.
- Marco legal en Chile

En Chile la profesión no llega a ser regulada eficazmente hasta 1995 con la promulgación del Reglamento de Laboratoristas Dentales y Laboratorios Dentales, mediante el Decreto N° 1967 en el que se desarrollan los diversos aspectos referentes al laboratorista dental y a los laboratorios dentales, así como también se describen las disposiciones generales y transitorias de la profesión. Este decreto no solo atañe al laboratorista dental con título reconocido por el Ministerio de Educación chileno, sino que además, y según lo dispuesto en los artículos 2.º y 129.º del Código Sanitario, quienes cuenten con la autorización del Director del Servicio de Salud respectivo, previa rendición de un examen de competencia teórico-práctico ante una comisión integrada por odontólogos y profesionales afines, podrán desempeñar la profesión de laboratorista dental bajo el mismo reglamento.
- Marco legal en Argentina

En Argentina la profesión de laboratorista dental se regula el 29 de septiembre de 1989, mediante un Decreto Reglamentario, concretamente mediante el Decreto Nacional 800/95, y a través la Ley 23.752. Como en la mayoría de países, apenas existen diferencias reglamentarias. En este reglamento se contempla una única excepción dirigida a los laboratoristas dentales que no estén dentro de la citada ley, como en el caso del marco legal chileno, solo que mientras que en Chile se hace preciso pasar por examen teórico-práctico, en el caso del marco legal argentino todos aquellos que certifiquen una antigüedad no menor de cinco años en el ejercicio de la profesión, podrán seguir ejerciéndola mediante el Artículo 10 de la citada ley.
- Marco legal en Panamá

En Panamá la profesión no se reglamenta por primera vez hasta el 4 de febrero de 1963 con la aprobación de la Ley 67. Desde ese momento, los laboratoristas dentales panameños crean asociaciones que permiten el desarrollo de la profesión en beneficio de los profesionales, y el 19 de septiembre de 1978 se crea la Ley 74, que deroga a la anterior Ley 67.
- Marco legal en Colombia

En Colombia la profesión se reglamenta por primera vez el 22 de diciembre de 1948, con la aprobación de la Ley 121 donde se dictan diferentes disposiciones, tanto para los laboratorios clínicos como para el ejercicio de la profesión en sí. Décadas más tarde, aparece la Ley 44 del 31 de diciembre de 1971, que modifica y amplía dichas disposiciones.

## Riesgos laborales

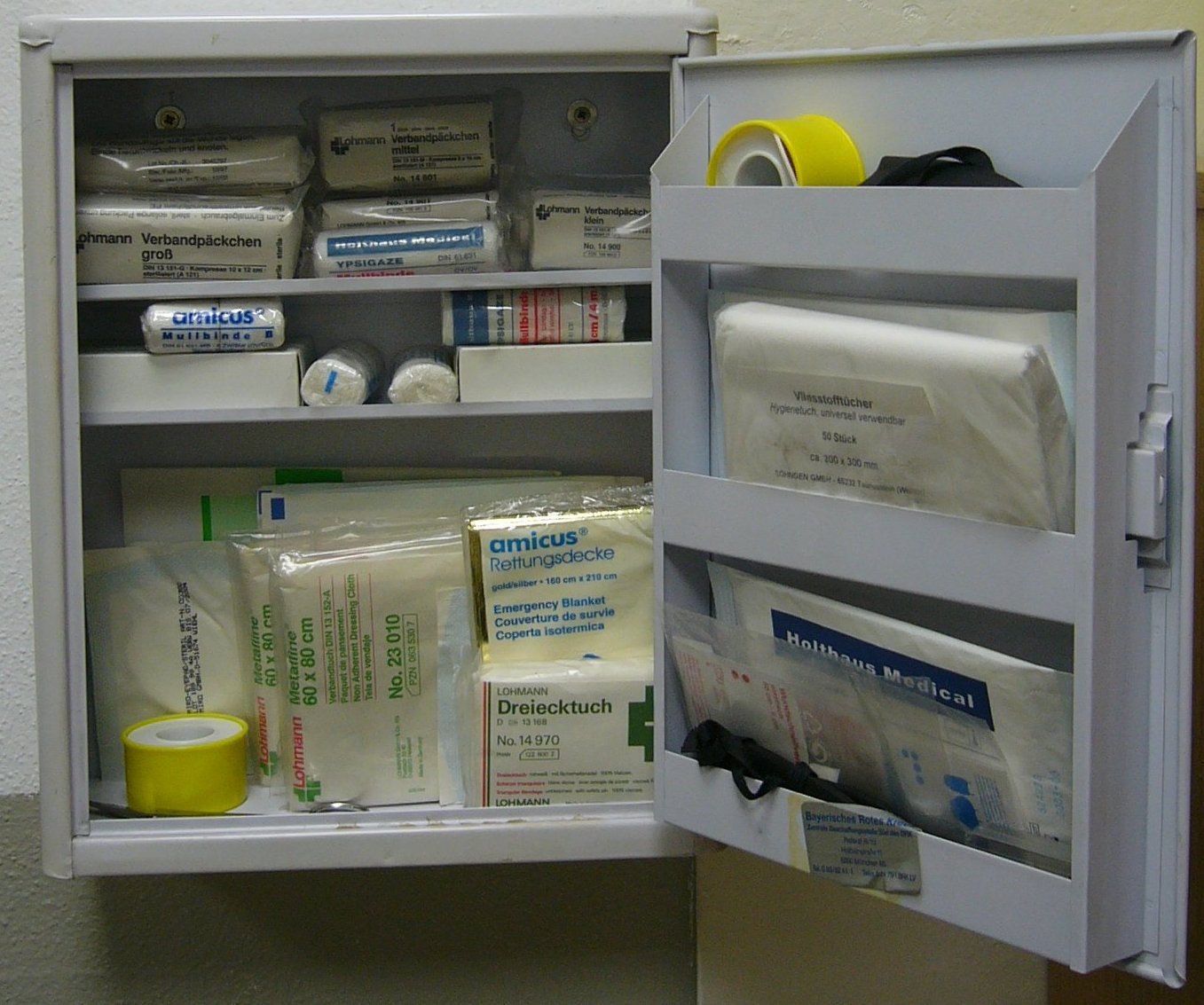
Botiquín con material de primeros auxilios.

Símbolo de riesgo F. Inflamable.

Los riesgos que corre el protésico dental durante la realización de su trabajo son variados, dependiendo también de la actividad que esté realizando o de qué máquina o instrumento esté utilizando. 
Todos los países legislan de alguna forma la seguridad e higiene en el trabajo, y muchos países redactan a este título su reglamento específico para protésicos dentales, como por ejemplo es el caso de España, donde la seguridad e higiene en el trabajo se legisla mediante la ORDEN de 28 de diciembre de 1978 por la que se aprueba la Ordenanza Laboral para el personal que presta sus servicios en los Laboratorios de Prótesis Dental, en el Capítulo X Artículo 45, siendo de obligada aplicación para las empresas, con la participación del comité de seguridad e higiene o representantes sindicales.
Los riesgos para el protésico dental a tener en cuenta son:

El Símbolo Internacional de Riesgo Biológico.

- Contagio de enfermedades

Cuando llegan las impresiones dentales al laboratorio procedentes de clínica, estas suelen estar llenas de saliva y en muchas ocasiones también de sangre. El riesgo de contagio durante la manipulación de estas impresiones es alto, debiendo informar el odontólogo o estomatólogo de las posibles enfermedades contagiosas que porte el paciente (sida, hepatitis, etc.) para que el protésico dental vaya sobre aviso y tenga un especial cuidado durante el positivado. Para procesar los trabajos que llegan de clínica, se usarán guantes de látex y productos desinfectantes como el glutaraldehido. Posteriormente la impresión debe colocarse debajo del grifo para que el agua corra sobre la misma.
- Daño en manos

Las manos son quizás el blanco fácil de heridas, arañazos, cortes, golpes, pellizcos y quemaduras, dependiendo de lo que el profesional esté manipulando en cada momento.
Especial atención deberá prestar el protésico cuando use un bisturí, un lecrón, el mechero Bunsen, etc., pero sobre todo, deberá ser extremadamente cuidadoso durante el uso de ciertas máquinas como la recortadora o la segueteadora de muñones, la atención debe ser constante para evitar accidentes de alta gravedad.
Durante el uso del micromotor, con las diferentes fresas y discos, también pueden producirse cortes y heridas más o menos serias.
Muy peligroso puede ser el uso del soplete y el horno para cilindros si la concentración no es la adecuada. El protésico debe usar guantes protectores, evitando así quemaduras.
En la inmensa mayoría de países, el botiquín es algo obligatorio para los laboratorios dentales, debiendo contener todo lo que se especifique por ley y estando siempre dentro de fecha todo aquello que tenga caducidad.
- Daño en ojos

Cuando se trabaja con micromotores, las fresas producen y lanzan partículas del material sobre el que se está trabajando (ya sea metal o resina), por ello es necesario protegerse los ojos con el uso de gafas protectoras que evitan que los ojos, tan sensibles, sufran cualquier daño ya sea mínimo o máximo.
También durante el proceso de colado, siempre que sea manual y con soplete, podemos sufrir daños en la vista, debido a que el metal (al que debemos mirar fijamente) al fundirse desprende una luz demasiado intensa y fuerte. Para protegerse de este hecho, el protésico usa unas gafas especiales con cristales ahumados.
Además, debido a que en ciertas fases de trabajo es necesario fijar la vista durante un período prolongado, es necesario el uso de flexos, o cualquier foco de luz adecuado para dicho trabajo.
- Daño en los pulmones

Durante el calentamiento de los cilindros de revestimiento en el horno, se produce humo y gases que deben ser expulsados por medio de un extractor. Si el sistema de extracción no es el adecuado o tiene fallos, este humo puede ser gravemente perjudicial para los pulmones.
Los laboratorios dentales deben contar con un sistema de aspiración que funcione correctamente en cada puesto de trabajo, ya que durante el uso del micromotor, las fresas, discos, gomas, etc., producen partículas del material sobre el cual se actúa (metal, resina...) siendo perjudiciales para los pulmones si son respiradas. Por ello también suelen usarse mascarillas protectoras.
Durante el pulido de la resina con piedra pómez, es también aconsejable usar mascarilla.
Algunos productos desinfectantes, los de limpieza, los líquidos de las resinas, etc., también son tóxicos.
Una fuga de los gases combustibles que se usan en los laboratorios, no solo resultaría tóxico, sino que además podría ser aún más peligroso al provocar explosiones.
- Ruido

Ciertas máquinas del laboratorio (recortadora, compresor, sistema de aspiración, micromotores, etc.) producen ruidos molestos de mayor o menor intensidad, y estar sometidos a ellos durante un período prolongado puede producir estrés o migraña.
- Riesgo de incendio

En lugares donde se usa el fuego o hay hornos y diferentes máquinas, donde además también se manipulan sustancias y gases inflamables, el riesgo de incendio es un hecho que debe tenerse en cuenta. Es el caso de los laboratorios de prótesis dentales, por ello estos laboratorios deben acatar la normativa de su país correspondiente con respecto a señalizaciones de salidas y extintores (siempre cargados y en fecha de utilización), distribución del espacio y puestos de trabajo, etc., entre otras cosas.

## Ergonomía de trabajo
Lo primero que debe buscarse en cualquier puesto de trabajo es un diseño ergonómico, básicamente para lograr satisfacción y seguridad en el trabajo, además de optimizar el rendimiento del trabajador.
El protésico dental desempeña un trabajo muy manual, por lo que deberá encontrar sus posturas de trabajo, siempre cómodas y saludables.
Los aspectos a tener en cuenta para un protésico van, desde posicionar adecuadamente la silla con respecto a la mesa (altura, proximidad...), coger o sujetar adecuadamente cada instrumento que usa, hasta buscar puntos de apoyo en brazos y manos, todo para lograr un buen pulso, siempre en posición relajada. 
Trabajar sin puntos de apoyo es un error que nunca se debe cometer. En ocasiones, las dos manos interactúan, y los dedos de una con la otra entran en contacto mientras se realiza un determinado trabajo; todos estos aspectos ergonómicos del protésico son claves, pues constituyen la forma correcta de trabajo.

## Celebraciones
- 15 de febrero, día del protésico dental en Uruguay.[37]

- 18 de marzo, día del protésico dental en Madrid.[38]

- 24 de marzo, día del protesista dental en Argentina.[39]

- 24 de marzo, día del protesista o técnico dental en Costa Rica.[40]

- 6 de mayo, día del laboratorista dental en Chile.[41][42]

- 27 de octubre, Día del Laboratorista Dental en Colombia.

- 23 de septiembre, día del técnico dental en Perú.[43]

8 de octubre día del protésico dental (Venezuela)